# Springview
Springview é uma vila localizada no estado americano de Nebraska, no Condado de Keya Paha.

## Demografia
Segundo o censo americano de 2000, a sua população era de 244 habitantes.
Em 2006, foi estimada uma população de 217, um decréscimo de 27 (-11.1%).

## Geografia
De acordo com o United States Census Bureau, a localidade tem uma área de 0,6 km², sem área coberta por água. Springview localiza-se a aproximadamente 746 m acima do nível do mar.

## Localidades na vizinhança
O diagrama seguinte representa as localidades num raio de 36 km ao redor de Springview.